# Ammosaurus
Ammosaurus major
Genre
Espèce
Ammosaurus (« lézard des sables ») est un genre fossile de dinosaures sauropodomorphes rattaché au clade des Anchisauria et précédemment à la famille des Anchisauridae. Il vivait au cours du Jurassique inférieur, il y a environ 190 à 176 millions d’années, en Amérique du Nord.

## Historique
Des études récentes ont suggéré qu'Ammosaurus et Anchisaurus étaient le même animal (Sereno, 1999 ; Yates, 2004). Certains scientifiques choisissent de garder les deux genres séparés en raison de différences anatomiques au niveau du bassin et des membres postérieurs.
- Son nom signifie « lézard des sables »
- Taille : 2,40 m de long, 60 cm de haut, poids : 50 kg
- Habitat : Amérique du Nord
- Régime alimentaire : herbivore ou omnivore

### Étymologie
Le nom générique Ammosaurus est dérivé des mots grecs (« sol sableux ») et sauros (« lézard »), se référant au grès dans lequel il a été retrouvé et à sa nature reptilienne. Il y a une seule espèce actuellement valide (A. major) qui est nommée ainsi parce qu’il est plus grand qu'Anchisaurus, dont il était au départ considéré comme une deuxième espèce. Le célèbre paléontologue américain Othniel Charles Marsh a créé ce nom spécifique en 1889. En 1891, Marsh a créé le nouveau genre Ammosaurus pour cette espèce et il a nommé par la suite une autre espèce (Ammosaurus solus) en 1892, bien que les scientifiques le considèrent maintenant synonyme de A. major.

### Inventaire des fossiles retrouvés
Les fossiles d'Ammosaurus ont été découverts dans la formation de Portland du Newark Supergroup dans l'État américain du Connecticut. Cette formation s'est déposée dans un environnement un environnement aride avec des alternances de saisons pluvieuses et sèches.
Les spécimens originaux ont été prélevés dans une carrière de grès, utilisée dans la construction du South Manchester Bridge au Connecticut. En fait, l’holotype a été découvert par les ouvriers. Malheureusement, il consiste en seulement la moitié postérieure du squelette, car le bloc contenant la moitié antérieure avait déjà été installé dans le pont. En 1969, le pont a été démoli, et quelques restes d’Ammosaurus ont été retrouvés. Trois autres squelettes incomplets d'âges différents ont aussi été découverts au Connecticut, mais il n'y a pas de crâne connu (Weishampel & Young, 1996).

## Anatomie
Ammosaurus mesurait près de 2,50 mètres de long. Il pouvait marcher aussi bien sur quatre pattes que sur ses pattes arrière. Il possédait de larges mains terminées par de grosses griffes.